# Serotyp

Schematische Darstellung zweier Serotypen. Zu den Strukturen auf der Hülle – den Antigenen – passen die jeweiligen Antikörper nach dem Schlüssel-Schloss-Prinzip

Mit Serotyp oder Serovar (Kurzform von Serovarietas) bezeichnet man Variationen innerhalb von Subspezies von Bakterien oder Viren, die mit serologischen Tests unterscheidbar sind.
Der Serotyp ist ein formales taxonomisches Mittel zur detaillierteren Klassifizierung von Bakterien und Viren auf molekularer Ebene. Dazu werden die verschiedenen Antigene auf ihrer Oberfläche bestimmt (z. B. die Zellwandrezeptoren).

## Stellung in der Taxonomie
Die taxonomische Hierarchie bei Bakterien ist die folgende: Gattung > Art (Spezies) > Unterart (Subspezies, ssp.) > Serotyp.
Die Taxonomie sieht vor, die Abkürzung ssp. sowie den Serotyp nicht kursiv zu schreiben. Der Serotyp wird mit großem Anfangsbuchstaben versehen.
- Eine vollständige Bezeichnung lautet z. B.: Salmonella enterica ssp. enterica serotyp Typhi
- Kurzform: Salmonella Typhi oder S. Typhi

## Bestimmung von Oberflächenstrukturen
Bakterien und Viren tragen auf ihrer Außenseite Strukturen (Antigen), die von Antikörpern erkannt werden. Die Antigene sind je nach Bakterienart und -stamm verschieden. Bei krankheitserregenden Bakterien (beispielsweise Shigella, Escherichia, Salmonella) benutzt man die Verschiedenartigkeit der Antigene, um sie in verschiedene Serotypen zu klassifizieren.
Der Serotyp kann durch serologische Tests (beispielsweise ELISA) bestimmt werden. Solche serologischen Tests beruhen auf den spezifischen Eigenschaften der Antikörper, die gegen bestimmte Oberflächenstrukturen (beispielsweise Polysaccharide) des Organismus gerichtet sind.

## Variabilität der Oberflächenstrukturen
Kommt ein Organismus bezüglich der Struktur seiner Oberfläche in nur einer einzigen Form vor, dann verfügt er entsprechend über nur einen Serotyp (Antigentyp). Dies trifft beispielsweise für das Masernvirus zu, weshalb hier die Herstellung eines guten Impfstoffs problemlos ist.
Insbesondere infektiöse Bakterien beziehungsweise Viren kommen jedoch in vielen Formen mit verschiedenen Antigentypen vor. So sind beispielsweise von Streptokokken (Streptococcus pneumoniae) über 90 verschiedene Ausprägungen bekannt, die sich in der Struktur ihrer Polysaccharidhülle unterscheiden. Die unterschiedlichen Ausprägungen der Hülle stellen jeweils einen eigenständigen Serotyp dar, der mittels eines serologischen Tests bestimmt werden kann.
Dabei können Serotypen vorkommen, die eine nahezu identische, aber doch nicht absolut gleiche Struktur aufweisen und von dem gleichen serologischen Test nur einmal erkannt werden, was ihre Unterscheidung in zwei Serotypen dann nicht mehr ermöglicht, solange ein anderer serologischer Test dies nicht weiter auflöst.
Viele extrazelluläre (sich außerhalb von Zellen befindende) Krankheitserreger benutzen die Veränderung ihrer Oberflächenstrukturen als Strategie, um der Immunreaktion des befallenen Individuums zu entgehen. Diese Strategie kann für den Krankheitserreger Erfolg haben, weil sich das befallene Individuum (Immunsystem) vor allem mit der Bildung von Antikörpern gegen die ihm bekannten/zugänglichen Oberflächenstrukturen zu verteidigen versucht.

## Reaktion des Immunsystems
Das Immunsystem behandelt jeden Serotyp eines Krankheitserregers (beispielsweise von S. pneumoniae) so, als würde es sich um völlig unterschiedliche Organismen handeln, d. h. jeder Serotyp führt zu einer typspezifischen Immunität. Diese schützt zwar vor einer erneuten Infektion durch diesen Serotyp, man ist aber nicht gegen eine Infektion durch einen anderen Serotyp des gleichen Erregers präventiv geschützt (gefeit). Nahezu identische Erreger können also, indem sie ihr „Erscheinungsbild“ geringfügig modifizieren, dasselbe Individuum (Wirt) mehrfach infizieren und eine Krankheit verursachen – im Falle von S. pneumoniae beispielsweise eine Lungenentzündung (und weitere Krankheitsbilder).

## Impfstoffe
Aus diesem Grund ist auch die Herstellung eines Impfstoffs gegen einen Krankheitserreger mit vielen Serotypen ungleich schwieriger als gegen einen Erreger mit nur einem Serotyp. Häufig deckt ein Impfstoff nur die in der zu impfenden Population verbreitetsten Serotypen ab. So existiert beispielsweise gegen S. pneumoniae ein Impfstoff (Prevenar®), der vor Erkrankungen durch sieben Serotypen von S. pneumoniae schützt (4, 6B, 9V, 14, 18, 19F und 23F). Damit werden zwischen 71 und 86 % derjenigen Serotypen abgedeckt, von denen bekannt ist, dass sie invasive Pneumokokken-Erkrankungen bei europäischen Kindern unter zwei Jahren verursachen.